# Saint-Loup (Tarn-et-Garonne)
Saint-Loup település Franciaországban, Tarn-et-Garonne megyében. Lakosainak száma 535 fő (2022. január 1.). Saint-Loup Auvillar, Donzac, Espalais, Golfech, Saint-Cirice és Dunes községekkel határos.

## Népesség
A település népessége az elmúlt években az alábbi módon változott:
| Lakosok száma | 507  | 511  | 520  | 520  | 525  | 531  | 535  | 539  | 535  |
|               | 2013 | 2015 | 2016 | 2017 | 2018 | 2019 | 2020 | 2021 | 2022 |